# Oberonia kingii
Oberonia kingii là một loài thực vật có hoa trong họ Lan. Loài này được Lucksom mô tả khoa học đầu tiên năm 2002.